# Fettklößchen (Film)
Fettklößchen, nach der Romanvorlage Boule de suif (Fettklößchen) von Guy de Maupassant entstanden, ist ein später sowjetischer Stummfilm, den Michail Romm 1934 in die heimischen Kinos brachte.

## Handlung
Frankreich im Jahre 1870, zur Zeit des Deutsch-Französischen Kriegs. Eine Postkutsche ist aus dem Kriegsgebiet auf dem Weg ins unbesetzte Frankreich. Unter den Gästen befindet sich eine Prostituierte namens Elizabeth Rousset, die stets „boule de suif“, also „Fettklößchen“, genannt wird. Die wird von den Mitreisenden, darunter Nonnen ebenso wie Adelige und Vertreter des Bürgertums, geschnitten und mit großem Widerwillen beargwöhnt. Als die Kutsche kurz angehalten und von einem preußischen Offizier kontrolliert wird, versucht dieser die Hure zu einer „schnellen Nummer“ zu überreden. Da „Fettklößchen“ eine heimatliebende Patriotin und der preußische Offizier ein verhasster „Boche“ aus Feindesland ist, verweigert sich Elizabeth dessen Ansinnen.
Der deutsche Offizier beginnt nun seine Macht auszuspielen und verhindert eine Weiterfahrt der Kutsche. Plötzlich heucheln alle Mitreisenden Interesse an dem von ihnen noch kurz zuvor so inbrünstig verachtete „Fettklößchen“ vor und versuchen die Hure dazu zu überreden, dem Drängen des Feindes auf ein Schäferstündchen nachzugeben, damit es endlich weitergehen kann. Elizabeth gibt schließlich nach, doch als die Weiterfahrt am darauf folgenden Tag fortgesetzt wird, ist das alte, feindselige Verhalten der bourgeoisen Heuchler wieder da, und die „wohlanständigen“ Bürger zerreißen sich alsbald das Maul über das angeblich ach so „schamlose Geschöpf“. Ausgerechnet ein Vertreter des Feindeslandes ist der einzige, der eine freundliche Geste für die opferbereite Französin parat hat: Ein junger deutscher Soldat, der die Kutsche begleitet hat, überreicht „Fettklößchen“ einen Laib Brot.

## Produktionsnotizen
Fettklößchen feierte seine Premiere am 15. September 1934 in Moskau. Eine deutsche Vorführung hat es vor 1945 wohl nicht gegeben. Die erste nachweisbare Präsentation des Films erfolgte am 6. Januar 1968 im Dritten Programm des WDR-Fernsehens. In der DDR wurde der Film erstmals am 29. Mai 1968 auf DFF 1 ausgestrahlt.
Dieser Film, angeblich der letzte Stummfilm des Landes, war zugleich das erste sowjetische Lichtspielwerk, das ausschließlich im eigenen Land hergestelltes Filmmaterial verwendete. wie Frankreichs Filmkritiker Georges Sadoul 1957 in der in Wien erschienenen Geschichte der Filmkunst auf Seite 298 zu berichten wusste.

## Kritiken
„Romm gelang in seinem Erstlingswerk eine meisterhafte Satire, die in ihrer Bildsprache und ihrem Rhythmus vorzüglich ausbalanciert ist.“

Im Lexikon des Internationalen Films heißt es: „Formal effektvoller, sorgfältig komponierter Film Michail Romms […], zugleich eine antikapitalistische Satire, deren Bosheit, ins Absurde übersteigert, sich wieder aufhebt.“